# Elaeocarpus longifolius
Elaeocarpus longifolius är en tvåhjärtbladig växtart som beskrevs av Carl Ludwig von Blume. Elaeocarpus longifolius ingår i släktet Elaeocarpus och familjen Elaeocarpaceae. Inga underarter finns listade i Catalogue of Life.